# Aporosa fusiformis
Aporosa fusiformis är en emblikaväxtart som beskrevs av George Henry Kendrick Thwaites. Aporosa fusiformis ingår i släktet Aporosa och familjen emblikaväxter. Inga underarter finns listade i Catalogue of Life.